# Condado de Monroe (Alabama)
O Condado de Monroe é um dos 67 condados do estado norte-americano do Alabama. De acordo com o censo de 2022, sua população é de 19.404 habitantes. A sede do condado e sua maior cidade é Monroeville. O condado foi fundado em 1815 e recebeu o seu nome em homenagem a James Monroe (1758–1831), o quinto presidente dos Estados Unidos.

## História
Por muito tempo, a área do condado foi território creek. O proeminente chefe Upper Creek, William Weatherford, do Wind Clan, se assentou na região após a Guerra Creek. Após 1830, a maioria dos creeks deixaram o território após as remoções federais para o Território Indígena.
O condado foi fundado em 29 de junho de 1815 pelo governador do Território do Mississippi, David Holmes, a partir de terras adquiridas dos creeks pelo Tratado de Fort Jackson. A região foi colonizada por ingleses e euro-americanos de ascendência escoto-irlandesa. Seu desenvolvimento se deu predominantemente pelas plantations de algodão, durante o antebellum. 

### Do final do século XIX ao momento atual
Como parte da opressão à população negra, perpetuaram-se no estado atos de terrorismo racial realizados por meio de linchamentos. Entre o período de 1877 e 1950, foram contabilizados 18 linchamentos no condado, sendo o segundo maior número entre os condados do Alabama.
A sede do condado, Monroeville, é o berço de dois conhecidos autores do século XX, Truman Capote e Nelle "Harper Lee". O novelista Mark Childress e a jornalista Cynthia Tucker também são nativos do condado. Em 1997, a legislatura do Alabama designou Monroeville e o condado como "a Capital Literária do Alabama".

## Geografia
De acordo com o censo, sua área total é de 2680 km², destes sendo 2656,5 km² de terra e 23,5 km² de água.

### Condados adjacentes
- Condado de Wilcox, norte
- Condado de Butler, leste-nordeste
- Condado de Conecuh, leste
- Condado de Escambia, sudeste
- Condado de Baldwin, sudoeste
- Condado de Clarke, oeste

## Transportes

### Principais rodovias
- U.S. Highway 84
- State Route 21
- State Route 41
- State Route 47
- State Route 59
- State Route 83
- State Route 136

## Demografia
De acordo com o censo de 2022:
- População total: 19.404
- Densidade: 7 hab/km²
- Residências: 10.200
- Famílias: 7.333
- Composição da população:
  - Brancos: 55%
  - Negros: 41,3%
  - Nativos americanos e do Alaska: 1,4%
  - Asiáticos: 0,5%
  - Duas ou mais raças: 1,8%
  - Hispânicos ou latinos: 1,7%

## Comunidades

### Cidade
- Monroeville (sede)

### Vilas
- Beatrice
- Excel
- Frisco City
- Vredenburgh

### Áreas censitárias
- Megargel
- Peterman
- Uriah

### Comunidades não-incorporadas
- Buena Vista
- Burnt Corn
- Finchburg
- Franklin
- Goodway
- Hybart
- Manistee
- Mexia
- Natchez
- Old Salem
- Old Texas
- Perdue Hill
- River Ridge
- Scratch Ankle
- Tunnel Springs
- Vocation
- Wainwright

### Cidades-fantasma
- Claiborne
- Nadawah